# Хэчуань
Хэчуа́нь (кит. упр. 合川, пиньинь Héchuān, буквально: «слияние рек») — район городского подчинения города центрального подчинения Чунцин (КНР).

## География
Район Хэчуань расположен на севере западной части города Чунцин, в 56 километрах от центра Чунцина. Протяженность района с запада на восток 69 км, с севера на юг 58 км, район занимает площадь в 2 356,21 км². Рельеф района холмистый. Геологическое образование района относят к палеозойской перми, мезозойским триасу и юре и кайнозойскому четвертичному периоду. Большая часть формирований относится к юрскому периоду. В районе была обнаружена самая большая в мире окаменелость динозавра «Mamenchisaurus». Самая высокая точка имеет высоту 1284,2 метров над уровнем моря, самая низкая 185 метров.

## История
В период Сражающихся царств Хэчуань (Дяньцзян) некоторое время был столицей царства Ба.
При империи Сун в 969 году здесь была образована область Хэ (合州). Когда после Синьхайской революции была образована Китайская республика, в 1913 году область Хэ была преобразована в уезд Хэчуань. После образования КНР в составе уезда был образован город Хэчуань; структуры города и уезда существовали параллельно. В 1958 году город был расформирован, и остался только уезд. В 1992 году уезд Хэчуань был преобразован в городской уезд. В 2006 году городской уезд был преобразован в район городского подчинения.

## Административно-территориальное деление
Район Хэчуань делится на 7 уличных комитетов и 23 посёлка.

Уличные комитеты: Хэянчэн (合阳城街道), Дяоюйчэн (钓鱼城街道), Наньцзиньцзе (南津街街道), Яньцзин (盐井街道), Цаоцзе (草街街道), Юньмэнь (云门街道), Даши (大石街道).

Посёлки: Шаюй (沙鱼镇), Гуаньду (官渡镇), Лайтань (涞滩镇), Сяоцзя (肖家镇), Гулоу (古楼镇), Саньмяо (三庙镇), Эрлан (二郎镇), Лунфэн (龙凤镇), Лунсин (隆兴镇), Тунси (铜溪镇), Шуанфэн (双凤镇), Шитань (狮滩镇), Цинпин (清平镇), Тучан (土场镇), Сяомянь (小沔镇), Саньхуэй (三汇镇), Сянлун (香龙镇), Цяньтан (钱塘镇), Лунши (龙市镇), Яньво (燕窝镇), Тайхэ (太和镇), Вэйто (渭沱镇), Шуанхуай (双槐镇).